# 12910 Deliso
12910 Deliso eller 1998 SP59 är en asteroid i huvudbältet som upptäcktes den 17 september 1998 av LONEOS vid Anderson Mesa Station. Den är uppkallad efter Joseph John Deliso.
Asteroiden har en diameter på ungefär 3 kilometer.